# Expression Language
Az Expression Language (EL- magyarul kifejezés nyelv) egy script nyelv, amelyet a JavaBean-ek elérését teszi lehetővé JSP-n keresztül. A JSP 2.0 óta JSP tag-eken belül használható, ezzel különválasztva a Java kódot a JSP-től.
Az EL-t olyan céllal fejlesztették, hogy könnyebbé tegyék a script írást, olyan webprogramozók számára, akik kevés vagy semennyi tapasztalattal sem rendelkeznek a Java nyelvből.

## Az EL használata
A kifejezések statikus szövegben, és tag-eken belül is használhatjuk a következőképpen: <some:tag value="${expr}"/>
Ha egy kifejezés nem #{-vel kezdődik, akkor az literálnak minősül. A #{ karaktereket a '#{' módon lehet megjeleníteni. Ha több kifejezés is szerepel, akkor azok balról jobbra értékelődnek ki.
Változók:
Ha az kifejezésben egy változó szerepel, akkor a konténer a page, request, session és application scope-okban keresi a változó értékét. Ha nem találja, akkor null-t ad vissza. Ha pedig változó is implicit object is szerepel ugyanazon a néven akkor az implicit objectet adja vissza, ilyenek például a pageContext, paramValues, cookie, requestScope, stb. A . és [] operátor egyenértékű.
Egy összetett expression (expr-a.expr.b) a következőképp végzi:
- Ha value-a egy Map, akkor value-a.get(value-b)-t ad vissza, ha nem találja, akkor null-t.
- Ha value-a egy lista vagy tömb, akkor b-t egy int típusba kényszeríti, és value-a.get(value-b)-t vagy Array.get(value-a,value-b)-t ad vissza. Ha a get hívás IndexOutOfBoundExceptionnal tér vissza, akkor a kifejezés értéke null lesz, ha más hibával tér vissza vagy a típuskényszerítés nem sikerül, akkor hibát jelez.
- Ha value-a egy JavaBean, akkor value-b-t String-be kényszeríti, és ha ez a String a value-a egy property-je, akkor a get hívás eredményét adja vissza.

Literálok:
- Boolean: true és false
- Integer, Floating point: ugyanaz, mint Java-ban
- String: ' és " idézőjelet is lehet használni, \ segítségével lehet escape-elni
- Null: null

Operátorok precedencia szerint:
- () - a kiértékelés sorrendjét lehet vele megváltoztatni
- - (unary), not, !, empty - meghatározza hogy az utána lévő érték null vagy empty
- *, /, div, %, mod
- +, - (binary)
- < > <= >= lt gt le ge
- == != eq ne
- && and
- || or

Függvények:
Ahhoz hogy egy függvényt használhassunk importálni kell az azt tartalmazó tag libraryt, és a megfelelő preface-el ellátni a függvényt.
```
 

   
<
%@
 
taglib
 
prefix="f"
 
uri="/functions"%>

   
...

      
<c:when

         
test=
"${f:equals(selectedLocaleString,localeString)}"
 
>

```

Ahhoz hogy saját függvényt használhassunk, public static módosítószóval kell ellátni, és public osztályba tenni. Ezután mappelni kell a függvényt olyan néven, ahogy használni szeretnénk az EL expression-ben.
```
 

 
<function>

    
<name>
equals
</name>

    
<function-class>
mypkg.MyLocales
</function-class>

    
<function-signature>
boolean
 
equals(
 
java.lang.String,
 
java.lang.String
 
)
</function-signature>

 
</function>

```